# Izquierda judía
El término Izquierda judía describe a todas aquellas personas judías que se identifican con la izquierda política y/o la apoyan, bien a nivel individual o a través de organizaciones.
No existe una única organización o movimiento que constituya propiamente la izquierda judía. El judaísmo ha tenido siempre mucha fuerza en el movimiento obrero, el de asentamientos sociales, el movimiento por los derechos de la mujer y contra el racismo y antifascismo, organizadamente de muchas formas en Europa, Estados Unidos e Israel.  
Además, los judíos tienen una historia rica relacionada con el socialismo, el marxismo y el liberalismo occidental. Aunque la expresión cubre un rango muy amplio de política, muchos personajes conocidos "de izquierdas" han sido judíos; es el caso de:  Moses Hess, Herbert Marcuse, Murray Bookchin, Saul Alinsky, Tristan Tzara, Leon Trotsky, Leon Blum, Judith Butler, Noam Chomsky, Eric Hobsbawm, Harold Laski, Betty Friedan, Abbie Hoffman o Howard Zinn, quien nacieron en familias judías y han tenido varios grados de conexión con la comunidad, cultura y tradición judías en muchas de sus variantes.
La lista también incluye rabinos como Michael Lerner o Arthur Waskow, religiosos de izquierdas y culturalmente definidos como judíos.
También existe mucha población judía atea y/o laica y multicultural sin conexión ninguna con la cultura judía como Karl Marx,  Rosa Luxemburgo, Emma Goldman, Rose Schneiderman, Muriel Rukeyser o Susan Sontag.
Hay que tener en cuenta que los puntos de vista de estas personas sobre el sionismo son variados e independientes de sus puntos de vista políticos y sociales.
Aunque existe un ligero incremento de "judíos de izquierda" que conectan la política con la espiritualidad, este es un fenómeno nuevo, que contrasta con la larga historia de socialismo y comunismo irreligioso en la historia judía (ej.: The Workmen's Circle/Arbeter Ring) así como el anarquismo judío que era no solamente explícito sino también antirreligioso activista.
Desde finales de la década de 1880 hasta mediados de 1950, ha habido un gran abanico de periódicos y otras publicaciones de izquierdas en idioma Yiddish que cubrían el espectro de la expresión política y cultural de izquierdas en Europa central y del este, así como en el continente americano y el mandato palestino de Yishuv, así como en los primeros años del Estado de Israel.

## Izquierda contemporánea en Israel
En un sistema parlamentario de gobierno basado en la participación proporcional, la izquierda ha podido elegir miembros de la Knesset en varios partidos, algunos han evolucionado, otros se han fusionado y otros han desaparecido, para fundar otros nuevos. Algunos partidos de la izquierda israelí son Mapam y Meretz-Yachad, y figuras notables en ellos han sido Shulamit Aloni, Uri Avnery, Yossi Beilin, Ran Cohen, Matti Peled, Amnon Rubinstein y Yossi Sarid.